# Abe Hiroshi
Abe Hiroshi (阿部 寛) là một nam diễn viên người Nhật Bản. Bắt đầu sự nghiệp trong ngành người mẫu nhưng anh đã nhanh chóng khẳng định tên tuổi trong ngành diễn xuất. Phim truyền hình đầu tiên mà anh tham gia là "Let's have Romance".
Anh giành giải nam Diễn viên xuất sắc nhất của Giải thưởng phim Mainichi lần thứ 63 năm 2009.

## Sự nghiệp

### Phim truyền hình
- Saka no Ue no Kumo (坂の上の雲) (2009, 2010, 2011)
- Shinzanmono (2010)
- Shiroi Haru (白い春) (2009)
- Tenchijin (天地人) (2008)
- CHANGE (CHANGE) (2008)
- Kekkon Dekinai Otoko (結婚できない男) (2006)
- Dragon Zakura (ドラゴン桜) (2005)
- Yoshitsune (義経) (2005)
- Fugitive - RUNNAWAY (逃亡者) (2004)
- At Home Dad (アットホームダッド) (2004)
- Wedding Planner (ウエディングプランナー) (2003)
- Smile (笑顔の法則) (2003)
- Rika (リカ) (2003)
- Musashi (武蔵) (2003)
- The Last Lawyer (最後の弁護人) (2003)
- Midnight Rain (真夜中の雨) (2002)
- My Little Chef (マイリトルシェフ) (2002)
- HERO (HERO) (2001)
- Antique (アンティーク 〜西洋骨董洋菓子店〜) (2001)
- Yasha (夜叉) (2000)
- Trick series (TRICKシリーズ) (2003, 2002, 2000)
- Honeymoon Divorce (成田離婚) (1997)
- Glorious Yorujuro (天晴れ夜十郎) (1997)